# Reacción de Michaelis-Becker

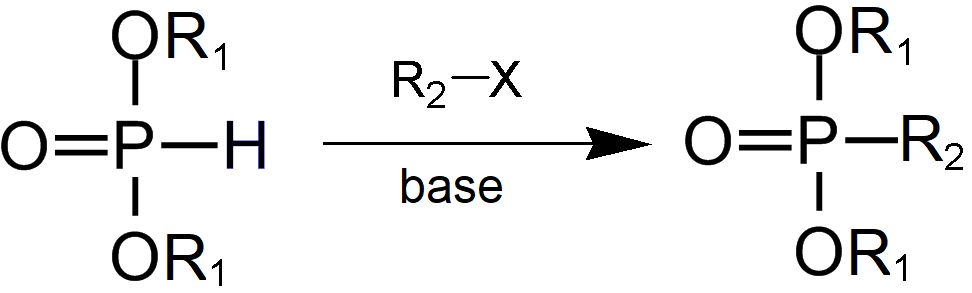
Reacción general de Michaelis-Becker

La reacción de Michaelis-Becker es la reacción de un H-fosfonato con una base, seguido de una sustitución nucleófila de fósforo a un haloalcano, para proporcionar un fosfonato de alquilo. Los rendimientos de esta reacción son a menudo más bajos que la reacción de Michaelis-Arbuzov correspondiente.